# The Fateful Diamond
The Fateful Diamond è un cortometraggio muto del 1912. Il nome del regista non viene riportato.
È il secondo film interpretato da Lamar Johnstone, che aveva debuttato sullo schermo pochi giorni prima, sempre insieme a Julia Stuart, in Keeping an Eye on Father.

## Produzione
Il film fu prodotto dalla Eclair American.

## Distribuzione
Distribuito dalla Universal Film Manufacturing Company, il film uscì nelle sale cinematografiche USA il 20 febbraio 1920.